# Josh Satin
Joshua Satin (né le 23 décembre 1984 à Los Angeles, Californie, États-Unis) est un joueur de champ intérieur des Ligues majeures de baseball sous contrat chez les Reds de Cincinnati. Il évolue de 2011 à 2014 pour les Mets de New York.

## Carrière
Joueur issu de l'Université de Californie à Berkeley, Josh Satin est drafté en sixième ronde par les Mets de New York en 2008.
Il fait ses débuts dans le baseball majeur avec les Mets le 4 septembre 2011 et dans ce premier match disputé aux Nationals de Washington, Satin est inséré au premier but dans la formation de départ; il réussit son premier coup sûr le jour même contre le lanceur Liván Hernández. Il obtient 2 points produits en 15 parties pour les Mets en 2011, et joue aux premier et troisième buts en plus d'être utilisé comme frappeur suppléant. 
Il s'aligne en ligues mineures toute l'année 2012 chez les Bisons de Buffalo de la Ligue internationale et ne participe qu'à un seul match au niveau majeur avec les Mets.
Satin se révèle l'une des belles surprises à l'attaque chez les Mets en 2013. Il est utile à l'équipe par sa capacité à se rendre sur les buts : sa moyenne de présence sur les buts s'élève à ,376 en 75 parties jouées. Il récolte 53 coups sûrs dont 15 doubles et 3 circuits. Sa moyenne au bâton s'élève à ,279. Son rôle en défensive, difficile à déterminer, reste cependant problématique : employé surtout au premier but en 2013, il vient parfois à la rescousse au troisième coussin mais le poste appartient au joueur étoile David Wright. Les Mets envisagent de le faire jouer au champ extérieur mais il ne joue que 25 matchs des Mets en 2014, aucun hors de l'avant-champ.
Il est invité à l'entraînement de printemps 2015 des Reds de Cincinnati.